# Cornelia Hütter
Cornelia („Conny“) Hütter (* 29. Oktober 1992 in Graz) ist eine österreichische Skirennläuferin. Sie gehört der Nationalmannschaft des Österreichischen Skiverbandes an, gewann zwei Medaillen bei den Juniorenweltmeisterschaften 2011 und nahm an den Olympischen Spielen 2014, 2018 und 2022 teil. Ihr bisher größter Erfolg ist der Gewinn des Abfahrtsweltcups in der Saison 2023/24.

## Biografie
Cornelia Hütter stammt aus Kumberg und besuchte die Skihandelsschule Schladming. Nach Erreichen des Alterslimits nahm sie im Winter 2007/2008 erstmals an FIS-Rennen teil. Beim European Youth Olympic Festival 2009 in Szczyrk belegte sie Rang 14 im Riesenslalom und Platz 28 im Slalom. Nach mehreren Podestplätzen in FIS-Rennen kam sie im März 2010 erstmals im Europacup zum Einsatz. Im selben Jahr stieg sie nach einem Jahr im Nachwuchskader in den B-Kader des Österreichischen Skiverbandes auf. Im Winter 2010/2011 erreichte Hütter ihre ersten Top-10-Platzierungen im Europacup. Nachdem sie bereits drei Medaillen bei österreichischen Jugendmeisterschaften gewonnen hatte, feierte sie ihre ersten größeren internationalen Erfolge mit dem Gewinn zweier Bronzemedaillen in Abfahrt und Super-G bei den Juniorenweltmeisterschaften 2011 in Crans-Montana. 
Kurz darauf war die Saison 2010/2011 für sie jedoch zu Ende, da sie im Europacup-Super-G in Lélex zu Sturz kam und sich Knieverletzungen (Innenbandriss sowie Meniskus- und Knorpeleinriss) und einen Nasenbeinbruch zuzog. Bereits im Dezember 2010 hatte sie verletzungsbedingt mehrere Wochen pausieren müssen. 
Im Sommer 2011 nahm sie abseits der Skipisten an Motorsportveranstaltungen (Bergrallye- und Rundstreckenrennen) teil.
Anfang Dezember 2011 kam Hütter in den Abfahrten von Lake Louise erstmals im Weltcup zum Einsatz. Bis zum Ende der Saison 2011/2012 blieb sie bei ihren wenigen Weltcupstarts aber noch ohne Punktegewinn. Am 11. Jänner 2012 erreichte sie ihren ersten Podestplatz im Europacup, als sie Dritte der Abfahrt von Bad Kleinkirchheim wurde. Bei den Juniorenweltmeisterschaften 2012 belegte sie den 20. Platz im Super-G, nachdem sie im Riesenslalom im ersten Durchgang ausgeschieden war. 
Am 12. Dezember 2012 feierte Hütter ihren ersten Sieg im Europacup, als sie zeitgleich mit der Slowenin Vanja Brodnik die Abfahrt von St. Moritz gewann. Einen Monat später, am 12. Jänner 2013, gewann Hütter in ihrem vierten Weltcuprennen erstmals Weltcuppunkte, als sie in der Abfahrt von St. Anton mit Startnummer 38 eher überraschend auf den zehnten Platz fuhr. In der Abfahrt in Val-d’Isère am 21. Dezember 2013 belegte Hütter zum ersten Mal in ihrer Laufbahn einen Podestplatz und wurde Dritte. Mit diesem Platz rutschte sie ins ÖOC-Aufgebot für die Olympischen Spiele 2014 in Sotschi. Dort setzte sie sich in der internen Qualifikation durch und bestritt die Olympiaabfahrt, in der sie den 24. Platz belegte.
Der Winter 2014/15 verlief sehr erfolgreich für Hütter. In den ersten Rennen in Lake Louise fuhr sie dreimal unter die besten zehn. Im Jänner blieb sie insbesondere in den Super-Gs konstant nahe der Weltspitze, mit einem vierten Platz in Cortina und einem fünften Platz in St. Moritz. Bei den Weltmeisterschaften 2015 in Vail/Beaver Creek sorgte sie beinahe für eine Überraschung, als sie im Super-G Vierte wurde und die Bronzemedaille lediglich um elf Hundertstelsekunden verpasste. In der WM-Abfahrt fuhr sie auf den achten Platz. Nach den Weltmeisterschaften kam Platz vier im Super-G von Garmisch-Partenkirchen hinzu. Zum Abschluss der Saison wurde sie österreichische Abfahrts-Juniorenmeisterin, worauf der ÖSV sie in den Nationalkader aufnahm. Das sehr hohe Niveau in den Speed-Disziplinen konnte Hütter in der Saison 2015/16 halten und beendete Anfang Dezember alle drei Rennen von Lake Louise auf dem Podest. Im Super-G in Lenzerheide gelang ihr am 12. März 2016 ihr erster Weltcupsieg. Beim Training für die Speed-Rennen in Zauchensee zog sich Hütter am 4. Jänner 2017 einen Riss des vorderen Kreuzbandes sowie einen Riss des Innen- und Außenmeniskus zu. Damit fiel sie für den Rest der Saison aus.
In der folgenden Saison 2017/18 feierte Hütter am 1. Dezember in der Abfahrt von Lake Louise ihr Comeback und konnte dieses Rennen gleich gewinnen. Im weiteren Saisonverlauf konnte sie noch zweimal das Podest erreichen, am 13. Jänner 2018 wurde sie beim Super-G in Bad Kleinkirchheim Dritte. Ebenso Dritte wurde sie am 3. Februar 2018 bei der Abfahrt in Garmisch-Partenkirchen. Aufgrund ihrer Saisonleistungen wurde sie bei den Olympischen Spielen 2018 in Pyeongchang als Medaillenkandidatin in Super-G und Abfahrt gehandelt. Diese Erwartungen konnte sie jedoch nicht erfüllen und wurde in der Abfahrt 13. und im Super-G Achte.
In der Saison 2018/19 war sie Teil des sehr starken Österreichischen Damen-Speed-Teams, welches sechs der acht Saison-Abfahrten gewinnen konnte. Hütter trug zu diesem Ergebnis einen Zweiten Platz in der Abfahrt von Lake Louise bei. Aufgrund eines Innenbandeinrisses, welchen sie sich bei einem Sturz bei der Abfahrt von Garmisch-Partenkirchen zuzog, verpasste Hütter die Weltmeisterschaften 2019. Sie feierte jedoch noch in derselben Saison ihr Comeback, ehe sie sich beim Weltcupfinale in Soldeu erneut schwer am Kreuzband verletzte. Während des Trainings für ihre Rückkehr in den Weltcup zog sich Hütter am 4. März 2020 auf der Reiteralm erneut einen Kreuzbandriss zu. Ihr erstes Rennen seit fast zwei Jahren absolvierte Hütter am 26. Februar 2021, als sie in der Abfahrt von Val di Fassa Platz 37 belegte.
Bei den Olympischen Winterspielen 2022 belegte die damals 29-Jährige am 11. Februar im Super-G wie auch 2018 den achten Rang. Beim Super-G am 3. März 2023 in Kvitfjell siegte Hütter mit einem Hundertstel Vorsprung auf Elena Curtoni und sorgte damit für den ersten Sieg der österreichischen Skirennläuferinnen im Weltcupwinter 2022/23.
Beim ersten Super-G der Weltcupsaison 2023/24 am 8. Dezember 2023 in St. Moritz erreichte Hütter den zweiten Platz.
Am 12. Jänner 2024 konnte sie beim Super-G in Zauchensee den ersten Heimsieg ihrer Karriere feiern und damit wie im Vorjahr für den ersten Sieg der österreichischen Skirennläuferinnen im Weltcupwinter 2023/24 sorgen. Am 23. März 2024 gewann Hütter die letzte Abfahrt der Saison beim Weltcupfinale in Saalbach-Hinterglemm und sicherte sich damit die kleine Kristallkugel für den Sieg im Abfahrtsweltcup.
Am 14. Dezember 2024 konnte sie die erste Abfahrt der Saison 2024/25 auf der anspruchsvollen "Birds of Prey" in Beaver Creek für sich entscheiden und damit den ersten Sieg dieser Saison für das österreichische Team feiern. Tags darauf wurde sie im Super-G Vierte, ehe ihr eine Woche später in St. Moritz ihr erster Saisonsieg in dieser Disziplin gelang. 

## Erfolge

### Olympische Spiele
- Sotschi 2014: 24. Abfahrt
- Pyeongchang 2018: 8. Super-G, 13. Abfahrt
- Peking 2022: 7. Abfahrt, 8. Super-G

### Weltmeisterschaften
- Vail/Beaver Creek 2015: 4. Super-G, 15. Abfahrt
- Méribel 2023: 3. Super-G, 4. Abfahrt
- Saalbach-Hinterglemm 2025: 4. Abfahrt, 6. Team-Kombination, 10. Super-G

### Weltcup
- 32 Podestplätze, davon 9 Siege:

| Datum             | Ort                    | Land        | Disziplin |
| ----------------- | ---------------------- | ----------- | --------- |
| 12. März 2016     | Lenzerheide            | Schweiz     | Super-G   |
| 1. Dezember 2017  | Lake Louise            | Kanada      | Abfahrt   |
| 30. Jänner 2022 * | Garmisch-Partenkirchen | Deutschland | Super-G   |
| 3. März 2023      | Kvitfjell              | Norwegen    | Super-G   |
| 12. Jänner 2024   | Altenmarkt-Zauchensee  | Österreich  | Super-G   |
| 23. März 2024     | Saalbach-Hinterglemm   | Österreich  | Abfahrt   |
| 14. Dezember 2024 | Beaver Creek           | USA         | Abfahrt   |
| 21. Dezember 2024 | St. Moritz             | Schweiz     | Super-G   |
| 28. Februar 2025  | Kvitfjell              | Norwegen    | Abfahrt   |

* zeitgleich mit Federica Brignone

### Weltcupwertungen
| Saison  | Gesamt | Gesamt | Abfahrt | Abfahrt | Super-G | Super-G | Kombination | Kombination |
| Saison  | Platz  | Punkte | Platz   | Punkte  | Platz   | Punkte  | Platz       | Punkte      |
| ------- | ------ | ------ | ------- | ------- | ------- | ------- | ----------- | ----------- |
| 2012/13 | 84.    | 32     | 34.     | 26      | 42.     | 6       | –           | –           |
| 2013/14 | 32.    | 225    | 18.     | 143     | 18.     | 82      | –           | –           |
| 2014/15 | 14.    | 440    | 18.     | 142     | 4.      | 286     | 19.         | 12          |
| 2015/16 | 7.     | 811    | 5.      | 387     | 4.      | 400     | 29.         | 24          |
| 2016/17 | 58.    | 131    | 23.     | 94      | 37.     | 24      | 39.         | 13          |
| 2017/18 | 18.    | 440    | 4.      | 272     | 12.     | 168     | –           | –           |
| 2018/19 | 35.    | 240    | 12.     | 175     | 25.     | 65      | –           | –           |
| 2020/21 | 112.   | 10     | –       | –       | 46.     | 10      | –           | –           |
| 2021/22 | 21.    | 399    | 12.     | 221     | 14.     | 178     | –           | –           |
| 2022/23 | 14.    | 512    | 16.     | 165     | 5.      | 347     | –           | –           |
| 2023/24 | 5.     | 913    | 1.      | 397     | 3.      | 516     | –           | –           |

### Europacup
- Saison 2011/12: 7. Super-G-Wertung
- Saison 2012/13: 6. Gesamtwertung, 1. Super-G-Wertung
- 6 Podestplätze, davon 1 Sieg:

| Datum             | Ort        | Land    | Disziplin |
| ----------------- | ---------- | ------- | --------- |
| 12. Dezember 2012 | St. Moritz | Schweiz | Abfahrt   |

### Juniorenweltmeisterschaften
- Crans-Montana 2011: 3. Abfahrt, 3. Super-G
- Roccaraso 2012: 20. Super-G
- Québec 2013: 10. Abfahrt

### Weitere Erfolge
- 2 Siege in FIS-Rennen

## Privates
Hütter war bis 2022 knapp zehn Jahre lang mit dem Skirennläufer Christian Walder liiert.